# Таласа (спътник)
Вижте пояснителната страница за други значения на Таласа.
Таласа е вторият открит естествен спътник на Нептун. Носи името на Таласа — героиня от древногръцката митология. Като алтернатива се употребява и името Нептун 4.
Спътникът е открит през 1989 г. на снимки, заснети от Вояджър 2. Дадено му е предварителното означение S/1989 N 5
Таласа има неправилна форма, без следи от геологична активност. Поради под-стационарната орбита, орбиталният радиус на спътника бавно намалява поради приливните сили на Нептун и в далечното бъдеще той ще се разпръсне във формата на планетарен пръстен или ще бъде погълнат от атмосферата на планетата.